# 古河総合設備
古河総合設備株式会社（ふるかわそうこうせつび、英文社名:Furukawa Engineering & Construction Inc.）は、古河グループに属していた総合設備建設企業であった。

## 主力製品・事業
- 電気工事業
- 電気通信工事業
- 管工事業
- 土木工事業
- 建築工事業
- 鋼構造物工事業
- とび・土工工事業
- 造園工事業
- 内装仕上工事業

## 沿革
- 1947年 - 創業。
- 1973年 - 設立。
- 1995年 - 東京証券取引所市場第二部に上場。
- 2009年10月1日 - 富士電機総設と共に(旧)富士電機E&Cに合併され、富士古河E&C（現富士電機E&C）を設立。

## 主要関係会社

### 国内グループ企業
- 株式会社三興社
- 北辰電設株式会社
- 株式会社エフ・コムテック
- 創和工業株式会社